# Quản lý lợi tức
Quản lý lợi tức là một chiến lược giá thay đổi, dựa trên sự hiểu biết, dự đoán và ảnh hưởng đến hành vi của người tiêu dùng để tối đa hóa doanh thu hoặc lợi nhuận từ một nguồn lực cố định, có giới hạn thời gian (như ghế hàng không hoặc đặt phòng khách sạn hoặc kho quảng cáo). Là một chi nhánh cụ thể, tập trung vào quản lý doanh thu, quản lý sản lượng bao gồm kiểm soát chiến lược hàng tồn kho để bán đúng sản phẩm cho đúng khách hàng vào đúng thời điểm với mức giá phù hợp . Quá trình này có thể dẫn đến sự phân biệt giá cả, trong đó khách hàng tiêu thụ hàng hóa hoặc dịch vụ giống hệt nhau được tính các mức giá khác nhau. Quản lý lợi tức là một công cụ tạo doanh thu lớn cho một số ngành công nghiệp chính; Robert Crandall, cựu Chủ tịch và Giám đốc điều hành của American Airlines, đã đặt tên cho quản lý sản lượng và gọi đó là "sự phát triển kỹ thuật quan trọng nhất trong quản lý vận tải kể từ khi chúng tôi tham gia bãi bỏ quy định." 

## Định nghĩa
Quản lý lợi tức đã trở thành một phần của lý thuyết và thực hành kinh doanh chính thống trong mười lăm đến hai mươi năm qua. Cho dù một ngành học mới nổi hoặc một khoa học quản lý mới (được gọi là cả hai), quản lý lợi tức là một tập hợp các chiến lược và chiến thuật tối đa hóa năng suất để cải thiện lợi nhuận của một số doanh nghiệp. Nó phức tạp vì nó liên quan đến một số khía cạnh của kiểm soát quản lý, bao gồm quản lý tỷ lệ, quản lý luồng doanh thu và quản lý kênh phân phối. Quản lý lợi tức là đa ngành vì nó pha trộn các yếu tố tiếp thị, hoạt động và quản lý tài chính thành một cách tiếp cận mới rất thành công. Các chiến lược gia Quản lý lợi tức phải thường xuyên làm việc với một hoặc nhiều bộ phận khác khi thiết kế và thực hiện các chiến lược Quản lý lợi tức.

## Lịch sử
Việc bãi bỏ quy định thường được coi là chất xúc tác để Quản lý lợi tức trong ngành hàng không, nhưng điều này có xu hướng bỏ qua vai trò của Hệ thống phân phối toàn cầu (GDSs). Có thể cho rằng mô hình định giá cố định xảy ra là kết quả của tiêu dùng phi tập trung. Với sản xuất hàng loạt, giá cả đã trở thành một hoạt động quản lý tập trung và nhân viên tiếp xúc khách hàng tập trung vào dịch vụ khách hàng độc quyền. Thương mại điện tử, trong đó GDS là làn sóng đầu tiên, đã tạo ra một môi trường nơi có thể quản lý khối lượng bán hàng lớn mà không cần số lượng lớn nhân viên dịch vụ khách hàng. Họ cũng cho nhân viên quản lý truy cập trực tiếp vào giá tại thời điểm tiêu thụ và thu thập dữ liệu phong phú để ra quyết định trong tương lai.
Vào ngày 17 tháng 1 năm 1985, American Airlines đã ra mắt giá vé Ultimate Super Saver trong nỗ lực cạnh tranh với hãng hàng không giá rẻ People Express Airlines. Donald Burr, Giám đốc điều hành của People Express, được trích dẫn nói rằng "Chúng tôi là một công ty năng động, có lợi nhuận từ năm 1981 đến năm 1985, và sau đó chúng tôi đã vượt qua việc mất 50 triệu đô la mỗi tháng... Chúng tôi đã có lãi từ ngày chúng tôi bắt đầu cho đến khi người Mỹ đến với chúng tôi với Ultimate Super Savers. "Trong cuốn sách Quản lý doanh thu của Robert G. Cross, Chủ tịch và Giám đốc điều hành của Analytics Analytics. Các hệ thống quản lý sản lượng được phát triển tại American Airlines đã được công nhận bởi Ủy ban Giải thưởng Edelman của INFORMS vì đã đóng góp 1,4 tỷ đô la trong thời gian ba năm tại hãng.
Quản lý lợi tức lan sang các công ty du lịch và vận tải khác vào đầu những năm 1990. Đáng chú ý là việc thực hiện quản lý lợi tức tại National Car Hire. Năm 1993, General Motors đã buộc phải chịu khoản phí 744 triệu đô la so với thu nhập liên quan đến quyền sở hữu Công ty Cho thuê Xe Quốc gia. Đáp lại, chương trình của National đã mở rộng định nghĩa về quản lý lợi tức để bao gồm quản lý năng lực, định giá và kiểm soát đặt chỗ. Kết quả của chương trình này, General Motors đã có thể bán cho thuê xe quốc gia với giá ước tính 1,2 tỷ đô la. Quản lý lợi tức nhường chỗ cho thực tiễn quản lý doanh thu chung hơn. Trong khi quản lý doanh thu liên quan đến dự đoán hành vi của người tiêu dùng bằng cách phân khúc thị trường, dự báo nhu cầu và tối ưu hóa giá cho một số loại sản phẩm khác nhau, quản lý sản lượng đề cập cụ thể đến tối đa hóa doanh thu thông qua kiểm soát hàng tồn kho. Một số triển khai quản lý doanh thu đáng chú ý bao gồm NBC tín dụng cho hệ thống của họ với 200 triệu đô la doanh số quảng cáo được cải thiện từ năm 1996 đến năm 2000, sáng kiến định giá mục tiêu tại UPS và quản lý doanh thu tại Bệnh viện Nhi đồng Texas. Từ năm 2000, phần lớn giá động, quản lý khuyến mãi và bao bì động làm nền tảng cho các trang web thương mại điện tử thúc đẩy các kỹ thuật quản lý doanh thu. Năm 2002 GMAC đã đưa ra một triển khai sớm quản lý doanh thu dựa trên web trong ngành dịch vụ tài chính.
Cũng đã có những thất bại cao cấp và giả vờ. Amazon.com đã bị chỉ trích vì những thay đổi giá phi lý xuất phát từ lỗi phần mềm quản lý doanh thu. Các kế hoạch của Công ty Coca-Cola về một máy bán hàng tự động giá đã bị trì hoãn do các phản ứng tiêu cực của người tiêu dùng. Quản lý doanh thu cũng bị đổ lỗi cho phần lớn những khó khăn tài chính hiện tại của các nhà mạng cũ. Sự phụ thuộc của các hãng vận tải lớn vào giá vé cao trong các thị trường bị giam cầm được cho là tạo điều kiện cho các hãng hàng không giá rẻ phát triển mạnh.

## Sử dụng theo ngành
Có ba điều kiện thiết yếu để quản lý lợi tức được áp dụng:
- Có một lượng tài nguyên cố định có sẵn để bán.
- Các tài nguyên được bán là dễ hỏng (có giới hạn thời gian bán tài nguyên, sau đó chúng không còn giá trị).
- Những khách hàng khác nhau sẵn sàng trả một mức giá khác nhau cho việc sử dụng cùng một lượng tài nguyên.

Nếu các tài nguyên có sẵn không cố định hoặc không dễ hỏng, vấn đề chỉ giới hạn ở hậu cần, tức là hàng tồn kho hoặc quản lý sản xuất. Nếu tất cả khách hàng sẽ trả cùng một mức giá cho việc sử dụng cùng một lượng tài nguyên, thì thách thức có lẽ sẽ bị giới hạn trong việc bán càng nhanh càng tốt, ví dụ nếu có chi phí cho việc giữ hàng tồn kho.
Quản lý lợi tức có liên quan đặc biệt cao trong trường hợp chi phí không đổi tương đối cao so với chi phí biến đổi. Chi phí biến đổi càng ít, doanh thu bổ sung kiếm được sẽ càng đóng góp vào lợi nhuận chung. Điều này là do nó tập trung vào tối đa hóa doanh thu cận biên dự kiến cho một chân trời hoạt động và lập kế hoạch nhất định. Nó tối ưu hóa việc sử dụng tài nguyên bằng cách đảm bảo lượng hàng tồn kho cho khách hàng có đóng góp doanh thu thuần dự kiến cao nhất và rút ra mức độ 'sẵn sàng trả' lớn nhất từ toàn bộ cơ sở khách hàng. Những người hành nghề quản lý lợi tức thường yêu cầu mức tăng doanh thu 3% đến 7%. Trong nhiều ngành, điều này có thể tương đương với lợi nhuận tăng hơn 100%.
Quản lý lợi tức đã thay đổi đáng kể ngành du lịch và khách sạn kể từ khi thành lập vào giữa những năm 1980. Nó đòi hỏi các nhà phân tích có kiến thức chi tiết về thị trường và các hệ thống máy tính tiên tiến, những người thực hiện các kỹ thuật toán học tinh vi để phân tích hành vi thị trường và nắm bắt các cơ hội doanh thu. Nó đã phát triển từ hệ thống các hãng hàng không được phát minh như là một phản ứng của việc bãi bỏ quy định và nhanh chóng lan rộng đến các khách sạn, công ty cho thuê xe hơi, tàu du lịch, phương tiện truyền thông, viễn thông và năng lượng. Hiệu quả của nó trong việc tạo doanh thu gia tăng từ hoạt động hiện tại và cơ sở khách hàng đã khiến nó trở nên đặc biệt hấp dẫn đối với các nhà lãnh đạo doanh nghiệp muốn tạo ra lợi nhuận từ tăng trưởng doanh thu và khả năng nâng cao hơn là thu hẹp và cắt giảm chi phí.

### Hãng hàng không
Trong trường hợp hãng hàng không hành khách, năng lực được coi là cố định vì việc thay đổi những gì máy bay bay một dịch vụ nhất định dựa trên nhu cầu là ngoại lệ chứ không phải là quy tắc. Khi máy bay khởi hành, những chiếc ghế không bán được không thể tạo ra bất kỳ doanh thu nào và do đó có thể nói là đã bị diệt vong hoặc bị hỏng. Các hãng hàng không sử dụng phần mềm chuyên dụng để theo dõi cách đặt chỗ và phản ứng phù hợp. Có nhiều kiểm soát hàng tồn kho khác nhau như hệ thống kiểm kê lồng nhau. Ví dụ, các hãng hàng không có thể giảm giá cho các chuyến bay có nhu cầu thấp, nơi chuyến bay có thể sẽ không bán hết. Khi có nhu cầu vượt quá, ghế có thể được bán với giá cao hơn.
Một cách khác để nắm bắt sự sẵn sàng trả tiền khác nhau là phân khúc thị trường. Một công ty có thể đóng gói lại hàng tồn kho cơ bản của mình vào các sản phẩm khác nhau cho đến cùng. Trong trường hợp hãng hàng không hành khách, điều này có nghĩa là thực hiện các hạn chế mua, thời gian lưu trú và yêu cầu phí thay đổi hoặc hủy vé.
Các hãng hàng không cần phải giữ một số lượng ghế cụ thể dự trữ để phục vụ cho nhu cầu có thể có chỗ ngồi giá vé cao. Quá trình này có thể được quản lý bằng kiểm soát hàng tồn kho hoặc bằng cách quản lý các quy tắc giá vé như AP (Mua nâng cao)  hạn chế. (Mua trước 30 ngày, mua trước 21 ngày, mua trước 14 ngày, mua trước 7 ngày, ngày khởi hành / đi lên giá vé)  Giá của mỗi ghế thay đổi trực tiếp với số lượng ghế dành riêng, nghĩa là, càng ít chỗ dành cho một danh mục cụ thể, giá của mỗi ghế càng thấp. Điều này sẽ tiếp tục cho đến khi giá ghế trong hạng cao cấp bằng với giá của ghế trong hạng giảm giá. Tùy thuộc vào điều này, giá sàn (giá thấp hơn) cho ghế tiếp theo sẽ được đặt.

### Khách sạn
Các khách sạn sử dụng hệ thống này theo cách tương tự, để tính giá.

### Cho thuê
Trong ngành công nghiệp cho thuê xe, quản lý lợi tức liên quan đến việc bán bảo hiểm tùy chọn, miễn trừ thiệt hại và nâng cấp xe. Nó chiếm một phần lớn trong lợi nhuận của công ty cho thuê và được theo dõi hàng ngày. Trong ngành cho thuê thiết bị, quản lý lợi tức là một phương pháp để quản lý giá cho thuê theo năng lực (đội tàu có sẵn) và nhu cầu.

### Xe buýt liên tỉnh
Quản lý lợi tức đã chuyển sang ngành công nghiệp xe buýt với các công ty như Megabus (Vương quốc Anh), Megabus (Bắc Mỹ), BoltBus và easyBus, điều hành các mạng giá rẻ ở Vương quốc Anh và các bộ phận của Hoa Kỳ và gần đây hơn nudebus.com và Intercape, có mạng ở New Zealand và Nam Phi. Hiện đang hoạt động và phát triển tại Chile bởi SARCAN, một công ty Chile cung cấp các hệ thống quản lý doanh thu và sản lượng tập trung vào ngành công nghiệp này, với công ty Turbus là khách hàng chính. Phần Lan chi phí thấp giữa các thành phố dịch vụ xe buýt OnniBus, cũng như Ba Lan PolskiBus, căn cứ lưu lượng doanh thu của nó về quản lý lợi tức.

### Nhà ở nhiều gia đình
Trong ngành công nghiệp dân cư nhiều gia đình, tối ưu hóa năng suất được tập trung vào việc tạo ra dự báo cung và cầu để xác định các đề xuất cho thuê để tối ưu hóa lợi nhuận. Tuy nhiên, việc sử dụng các hệ thống tối ưu hóa năng suất còn khá mới đối với ngành công nghiệp vào cuối những năm 1990, với Archstone Smith tiên phong sử dụng nó. Ngành công nghiệp đa gia đình hiện có hai nhà cung cấp hệ thống quản lý lợi tức, Hệ thống quản lý doanh thu LRO (Cho thuê tùy chọn) từ Rainmaker và Hệ thống tối ưu hóa tài sản YieldStar từ RealPage. Có những nhà cung cấp mới đã tham gia vào thị trường và cung cấp các khả năng mở rộng trong quy trình làm việc đơn giản hơn nhiều. Đứng đầu trong số các nhà cung cấp mới là Giải pháp tài sản quốc tế với sản phẩm định giá của mình.

### Bảo hiểm
Các công ty bảo hiểm sử dụng tối ưu hóa giá (cao cấp) để cải thiện lợi nhuận trên doanh số chính sách. Phương pháp này được sử dụng rộng rãi bởi các công ty bảo hiểm và môi giới bất động sản ở Anh, Tây Ban Nha và ở mức độ thấp hơn ở Mỹ. Một số nhà cung cấp, chẳng hạn như Earnix, EMB, ODG, cung cấp phần mềm tối ưu hóa giá chuyên biệt cho ngành công nghiệp.

### Viễn thông
Trung bình, các nhà cung cấp dịch vụ Truyền thông sử dụng trung bình chỉ từ 35 đến 40 phần trăm dung lượng mạng khả dụng. Gần đây, các nhà cung cấp phần mềm viễn thông như Telcordia  và Ericsson  đã thúc đẩy quản lý lợi tức như một chiến lược cho các nhà cung cấp dịch vụ truyền thông để tạo thêm doanh thu và giảm chi phí vốn bằng cách tối đa hóa việc sử dụng băng thông mạng có sẵn của thuê bao. Phương pháp tiếp cận bao gồm dựa trên chiến lược về các dịch vụ sáng tạo được thiết kế rõ ràng để chỉ sử dụng năng lực dự phòng và mượn các phương pháp đã được chứng minh từ ngành hàng không. Cách tiếp cận có thể khó thực hiện trong ngành viễn thông hơn lĩnh vực hàng không vì khó kiểm soát và đôi khi từ chối truy cập mạng cho khách hàng. Những điểm tương đồng tồn tại giữa các ngành hàng không và viễn thông bao gồm chi phí chìm lớn kết hợp với chi phí biên thấp, hàng tồn kho dễ hỏng, đặt chỗ, linh hoạt về giá và cơ hội tăng giá. Sự khác biệt đặt ra thách thức cho các nhà cung cấp dịch vụ truyền thông bao gồm các giao dịch giá trị thấp và độ phức tạp của mạng tổng thể. Các phương pháp được đề xuất để thực hiện chiến lược quản lý lợi tức thành công bao gồm thu thập thông tin mạng chính xác, phân bổ dung lượng băng thông không ảnh hưởng đến chất lượng dịch vụ, triển khai phần mềm quản lý dịch vụ như chính sách thời gian thực và tính phí thời gian thực và sử dụng các kênh tiếp thị mới để nhắm mục tiêu người tiêu dùng  với các dịch vụ sáng tạo.

### Quảng cáo trực tuyến
Quản lý lợi tức trong bán hàng quảng cáo trực tuyến về bản chất giống như trong các ngành công nghiệp khác đã đề cập ở trên; quản lý việc cung cấp / tồn kho của nhà xuất bản (hiển thị biểu ngữ) với nhu cầu thị trường, ở mức giá tốt nhất (CPM / RPM) trong khi đảm bảo tỷ lệ lấp đầy cao nhất có thể.

### Đường sắt
Mặc dù đường sắt thường bán vé hoàn toàn linh hoạt có giá trị trên tất cả các chuyến tàu trong một ngày nhất định hoặc thậm chí các chuyến tàu trong nhiều ngày, việc bãi bỏ quy định và tư nhân hóa (một phần) đã giới thiệu quản lý lợi tức tại Vương quốc Anh cũng như các dịch vụ tốc độ cao ở Đức hoặc Pháp. Vé cho cùng một tuyến đường có thể rẻ như € 19 nhưng cũng có thể đi vào ba chữ số tùy thuộc vào thời gian khởi hành, nhu cầu và thời gian đặt vé.

### Trượt tuyết
Quản lý lợi tức đã cho thấy sự phổ biến ngày càng tăng trong ngành công nghiệp trượt tuyết, đặc biệt là tại các thị trường Bắc Mỹ. Điều này dao động từ hàng rào tỷ lệ phi vật lý , bao gồm phân biệt tuổi tác và hiệu lực đến giá cả hoàn toàn năng động. Các yếu tố quyết định giá cả như vậy bao gồm các yếu tố nhu cầu dự kiến theo ngày cụ thể (ngày lễ thể chế và ngày lễ, cuối tuần, thời tiết, quy mô và khả năng tiếp cận của khu nghỉ mát, v.v.)

### Nội trú thú cưng
Với nhu cầu có thể dự đoán vượt xa nguồn cung cố định trong ngành nội trú thú cưng chuyên nghiệp, Yield Management đã trở thành một thông lệ phổ biến đối với phân khúc doanh nghiệp này. Giống như ngành khách sạn, các hệ thống này giúp đánh giá những hạn chế nào cần thực hiện, ví dụ như thời gian lưu trú, tỷ lệ không hoàn lại hoặc gần đến, đồng thời đảm bảo họ đang bán phòng và dịch vụ với mức giá phù hợp, cho đúng người đúng thời điểm

## Kinh tế lượng
Quản lý lợi tức và trung tâm kinh tế lượng về dự báo chi tiết và tối ưu hóa toán học các cơ hội doanh thu cận biên. Các cơ hội phát sinh từ phân khúc của người tiêu dùng sẵn sàng trả tiền. Nếu thị trường cho một hàng hóa cụ thể tuân theo mối quan hệ Giá / Nhu cầu đường thẳng đơn giản được minh họa dưới đây, một mức giá cố định duy nhất là 50 đô la, có đủ nhu cầu bán 50 đơn vị hàng tồn kho. Điều này dẫn đến doanh thu $ 2500. Tuy nhiên, mối quan hệ Giá / Nhu cầu tương tự mang lại 4000 đô la nếu người tiêu dùng được trình bày với nhiều mức giá.
Trong thực tế, phương pháp phân khúc dựa vào hàng rào đầy đủ giữa người tiêu dùng để mọi người không mua với giá thấp nhất được cung cấp. Các hãng hàng không sử dụng thời gian mua hàng để tạo phân khúc này, với những khách hàng đặt sau sẽ trả giá vé cao hơn. Ngành công nghiệp thời trang sử dụng thời gian theo hướng ngược lại, giảm giá sau đó trong mùa bán hàng một khi mặt hàng đã hết mốt hoặc không phù hợp với thời điểm trong năm. Các cách tiếp cận khác đối với hàng rào liên quan đến các thuộc tính tạo ra giá trị đáng kể cho người tiêu dùng với chi phí thấp hoặc miễn phí cho người bán. Một đường chuyền hậu trường tại một buổi hòa nhạc là một ví dụ tốt về điều này. Ban đầu quản lý lợi tức tránh sự phức tạp gây ra bởi sự tương tác của giá tuyệt đối và vị trí giá bằng cách sử dụng các đại diện thay thế cho giá như lớp đặt chỗ. Vào giữa những năm 1990, hầu hết việc thực hiện đã kết hợp một số biện pháp về độ co giãn của giá. Các hãng hàng không đã đặc biệt trong trường hợp này, thích tập trung vào phân khúc chi tiết hơn bằng cách triển khai các hệ thống O & D (Xuất xứ & Điểm đến).
Trọng tâm của quá trình ra quyết định quản lý lợi tức là sự đánh đổi lợi suất biên từ các phân khúc đang cạnh tranh cho cùng một hàng tồn kho. Trong các trường hợp hạn chế về năng lực, có một quyết định thuận tay buộc người bán từ chối khách hàng tạo doanh thu thấp hơn với hy vọng hàng tồn kho có thể được bán ở phân khúc có giá trị cao hơn. Sự đánh đổi đôi khi được xác định nhầm là xảy ra tại giao điểm của các đường cong doanh thu cận biên cho các phân khúc cạnh tranh. Mặc dù điều này là chính xác khi nó hỗ trợ các quyết định tiếp thị trong đó quyền truy cập vào cả hai phân khúc là tương đương, nhưng nó là sai đối với các quyết định kiểm soát hàng tồn kho. Trong những trường hợp này, giao điểm của đường doanh thu cận biên của phân khúc có giá trị cao hơn với giá trị thực tế của phân khúc thấp hơn là điểm đáng quan tâm.
Trong trường hợp được minh họa ở đây, một công ty cho thuê xe phải thiết lập các mức bảo vệ cho các phân khúc có giá trị cao hơn. Bằng cách ước tính đường cong doanh thu cận biên của phân khúc hạng sang vượt qua giá trị thuê thực tế của phân khúc xe hạng trung, công ty có thể quyết định có bao nhiêu chiếc xe hạng sang để cung cấp cho người thuê xe hạng trung. Trường hợp đường thẳng đứng từ điểm giao cắt này đi qua trục cầu (ngang) xác định có bao nhiêu chiếc xe sang trọng cần được bảo vệ cho người thuê xe hạng sang chính hãng. Sự cần thiết phải tính toán mức độ bảo vệ đã dẫn đến một số giải pháp heuristic, đáng chú ý nhất là EMSRa và EMSRb, viết tắt của phiên bản Doanh thu cận biên dự kiến a và b tương ứng. Cân bằng điểm ưa thích được tìm thấy sử dụng quy tắc Littlewood của mà khẳng định rằng nhu cầu đối với {\displaystyle R_{2}} nên được chấp nhận miễn là
{\displaystyle R}2 {\displaystyle \geq R}1{\displaystyle *Prob(D}1{\displaystyle >x)}
Với

{\displaystyle R_{2}} là giá trị của phân khúc có giá trị thấp hơn

{\displaystyle R_{1}} là giá trị của phân khúc có giá trị cao hơn

{\displaystyle D_{1}} là nhu cầu cho phân khúc có giá trị cao hơn và

{\displaystyle x} là năng lực còn lại
Phương trình này được sắp xếp lại để tính toán các mức bảo vệ như sau:
{\displaystyle y}1{\displaystyle =Prob}−1{\displaystyle (R}2{\displaystyle /R}1{\displaystyle )}
Nói cách, bạn muốn bảo vệ {\displaystyle y}1 đơn vị hàng tồn kho cho phân khúc có giá trị cao hơn trong đó {\displaystyle y}1 bằng với xác suất nghịch đảo của nhu cầu về tỷ lệ doanh thu của phân khúc có giá trị thấp hơn với phân khúc có giá trị cao hơn. Phương trình này xác định thuật toán EMSRa xử lý trường hợp hai phân đoạn. EMSRb thông minh hơn và xử lý nhiều phân khúc bằng cách so sánh doanh thu của phân khúc thấp hơn với mức trung bình theo nhu cầu của doanh thu của các phân khúc cao hơn. Cả hai phương pháp phỏng đoán này đều tạo ra câu trả lời đúng chính xác và ngày càng triển khai sử dụng mô phỏng Monte Carlo để tìm mức bảo vệ tối ưu.
Kể từ giữa những năm 1990, các mô hình toán học ngày càng tinh vi đã được phát triển như công thức lập trình động do Talluri và Van Ryzin  tiên phong dẫn đến ước tính chính xác hơn về giá thầu. Giá thầu đại diện cho mức giá tối thiểu mà người bán nên chấp nhận cho một phần hàng tồn kho và là cơ chế kiểm soát phổ biến cho các công ty Khách sạn và Cho thuê xe hơi. Các mô hình bắt nguồn từ sự phát triển trong kỹ thuật tài chính rất hấp dẫn nhưng không ổn định và khó đặt các tham số trong thực tế. Quản lý lợi tức có xu hướng tập trung vào các môi trường ít hợp lý hơn so với thị trường tài chính.

## Hệ thống quản lý lợi tức
Các công ty tham gia quản lý lợi tức thường sử dụng các hệ thống quản lý lợi tức máy tính để làm như vậy. Internet đã tạo điều kiện thuận lợi cho quá trình này.
Các doanh nghiệp sử dụng quản lý lợi tức định kỳ xem xét các giao dịch đối với hàng hóa hoặc dịch vụ đã được cung cấp và đối với hàng hóa hoặc dịch vụ sẽ được cung cấp trong tương lai. Họ cũng có thể xem xét thông tin (bao gồm số liệu thống kê) về các sự kiện (các sự kiện đã biết trong tương lai như ngày lễ hoặc sự kiện bất ngờ trong quá khứ như tấn công khủng bố), thông tin cạnh tranh (bao gồm giá cả), mô hình theo mùa và các yếu tố thích hợp khác ảnh hưởng đến doanh số. Các mô hình cố gắng dự báo tổng nhu cầu cho tất cả các sản phẩm / dịch vụ mà họ cung cấp, theo phân khúc thị trường và điểm giá. Do tổng nhu cầu thường vượt quá những gì công ty cụ thể có thể sản xuất trong giai đoạn đó, nên các mô hình cố gắng tối ưu hóa đầu ra của công ty để tối đa hóa doanh thu.
Việc tối ưu hóa cố gắng trả lời câu hỏi: "Với các hạn chế hoạt động của chúng tôi, sự kết hợp tốt nhất giữa các sản phẩm và/hoặc dịch vụ để chúng tôi sản xuất và bán trong kỳ là gì, và với giá nào, để tạo ra doanh thu dự kiến cao nhất?"
Tối ưu hóa có thể giúp công ty điều chỉnh giá và phân bổ công suất giữa các phân khúc thị trường để tối đa hóa doanh thu dự kiến. Điều này có thể được thực hiện ở các mức độ chi tiết khác nhau:
- bằng hàng hóa (chẳng hạn như ghế trên chuyến bay hoặc ghế tại nhà sản xuất opera)
- theo nhóm hàng hóa (như toàn bộ nhà hát opera hoặc tất cả các ghế trên một chuyến bay)
- theo thị trường (chẳng hạn như doanh số từ Seattle và Minneapolis cho chuyến bay đi Seattle-Minneapolis-Boston)
- tổng thể (trên tất cả các tuyến bay của một hãng hàng không hoặc tất cả các ghế trong một mùa sản xuất opera

Quản lý lợi tức đặc biệt phù hợp khi bán các sản phẩm dễ hỏng, tức là hàng hóa trở nên không thể bán được tại một thời điểm (ví dụ: vé máy bay ngay sau khi chuyến bay cất cánh). Các ngành sử dụng quản lý lợi tức bao gồm các hãng hàng không, khách sạn, sân vận động và các địa điểm khác với số lượng ghế cố định và quảng cáo. Với dự báo trước về nhu cầu và tính linh hoạt về giá, người mua sẽ tự phân loại dựa trên mức độ nhạy cảm về giá của họ (sử dụng nhiều năng lượng hơn vào giờ cao điểm hoặc đến rạp vào giữa tuần), độ nhạy nhu cầu của họ (phải có chi phí cao hơn vào sáng sớm chuyến bay hoặc phải đến buổi tối thứ bảy) hoặc thời gian mua hàng của họ (thường trả phí bảo hiểm cho việc đặt vé muộn).
Theo cách này, mục tiêu chung của quản lý sản lượng là cung cấp một hỗn hợp tối ưu của hàng hóa ở nhiều mức giá khác nhau tại các thời điểm khác nhau hoặc cho các giỏ tính năng khác nhau. Hệ thống sẽ cố gắng duy trì phân phối mua hàng theo thời gian cân bằng cũng như cao.
Quản lý lợi tức tốt tối đa hóa (hoặc ít nhất là tăng đáng kể) sản xuất doanh thu cho cùng một số đơn vị, bằng cách tận dụng dự báo về thời gian nhu cầu cao / nhu cầu thấp, chuyển hiệu quả nhu cầu từ giai đoạn nhu cầu cao sang giai đoạn nhu cầu thấp và bằng cách tính phí bảo hiểm cho đặt phòng muộn. Trong khi các hệ thống quản lý lợi tức có xu hướng tạo ra doanh thu cao hơn, các dòng doanh thu có xu hướng đến muộn hơn trong thời hạn đặt phòng vì nhiều công suất được tổ chức để bán muộn với giá cao.
Các công ty phải đối mặt với việc thiếu sức mạnh định giá đôi khi chuyển sang quản lý lợi tức như là phương sách cuối cùng. Sau một hoặc hai năm sử dụng quản lý sản lượng, nhiều người trong số họ ngạc nhiên khi phát hiện ra rằng họ thực sự đã hạ giá cho phần lớn ghế opera hoặc phòng khách sạn hoặc các sản phẩm khác của họ. Đó là, họ cung cấp giảm giá cao hơn nhiều thường xuyên hơn cho thời gian thấp điểm, trong khi tăng giá chỉ tăng nhẹ cho thời gian cao điểm, dẫn đến tổng doanh thu cao hơn.
Bằng cách này, họ thực sự đã tăng số lượng yêu cầu bằng cách giới thiệu có chọn lọc nhiều điểm giá hơn, khi họ tìm hiểu và phản ứng với sự đa dạng của lợi ích và trình điều khiển mua hàng của khách hàng.

## Các vấn đề đạo đức và câu hỏi về hiệu quả
Một số người tiêu dùng quan tâm rằng quản lý lợi tức có thể xử phạt họ vì những điều kiện không thể giúp đỡ và là phi đạo đức để xử phạt. Ví dụ, các công thức, thuật toán và mạng lưới thần kinh xác định giá vé máy bay có thể xem xét khả thi thông tin khách hàng thường xuyên, bao gồm nhiều thông tin kinh tế xã hội như tuổi và địa chỉ nhà. Hãng hàng không sau đó có thể tính giá cao hơn cho người tiêu dùng ở độ tuổi nhất định hoặc sống trong các khu phố có sự giàu có trung bình cao hơn, ngay cả khi những khu phố đó cũng bao gồm các hộ nghèo. Rất ít (nếu có) các hãng hàng không sử dụng quản lý lợi tức có thể   để sử dụng mức độ phân biệt giá này vì giá không được đặt dựa trên đặc điểm của người mua, trong mọi trường hợp thường không được biết đến tại thời điểm mua.
Một số người tiêu dùng có thể phản đối rằng họ không thể tẩy chay quản lý lợi tức khi mua một số hàng hóa, chẳng hạn như vé máy bay.
Quản lý lợi tức cũng bao gồm nhiều thực tiễn không gây tranh cãi và phổ biến hơn, chẳng hạn như giá cả khác nhau theo thời gian để phản ánh nhu cầu. Trình độ quản lý lợi tức này chiếm phần lớn quản lý lợi tức trong ngành hàng không. Ví dụ, các hãng hàng không có thể định giá vé vào Chủ nhật sau Lễ Tạ ơn với giá vé cao hơn Chủ nhật một tuần sau đó. Ngoài ra, họ có thể làm cho vé đắt hơn khi được mua vào phút cuối so với khi mua trước sáu tháng. Mục tiêu của cấp quản lý lợi tức này về cơ bản là cố gắng buộc nhu cầu bằng hoặc vượt cung.
Khi quản lý lợi tức được giới thiệu vào đầu những năm 1990, chủ yếu trong ngành hàng không, nhiều người cho rằng mặc dù doanh thu tăng ngay lập tức, nó có thể gây tổn hại đến sự hài lòng và lòng trung thành của khách hàng, cản trở tiếp thị mối quan hệ và thúc đẩy khách hàng từ các công ty sử dụng quản lý lợi tức các công ty không. Các chương trình flier thường xuyên được phát triển như một phản ứng để lấy lại lòng trung thành của khách hàng và thưởng cho hành khách thường xuyên và năng suất cao. Ngày nay, quản lý lợi tức gần như phổ biến trong nhiều ngành công nghiệp, bao gồm cả các hãng hàng không.
Mặc dù tối ưu hóa doanh thu trên lý thuyết, việc giới thiệu quản lý lợi tức không phải lúc nào cũng đạt được điều này trong thực tế vì các vấn đề hình ảnh của công ty. Năm 2002, Deutsche Bahn, công ty đường sắt quốc gia Đức, đã thử nghiệm quản lý lợi tức cho hành khách thẻ khách hàng thân thiết thường xuyên. Mô hình định giá cố định tồn tại trong nhiều thập kỷ đã được thay thế bằng mô hình định giá phù hợp với nhu cầu hơn, nhưng cải cách này tỏ ra không được lòng hành khách, dẫn đến sự phản đối rộng rãi và giảm số lượng hành khách.

## Nghiên cứu thực nghiệm về quyết định quản lý lợi tức
Gần đây, những người làm việc trong lĩnh vực nghiên cứu hoạt động hành vi đã bắt đầu nghiên cứu các quyết định quản lý lợi tức của những người ra quyết định thực tế của con người. Một câu hỏi mà nghiên cứu này giải quyết là doanh thu có thể tăng bao nhiêu nếu các nhà quản lý dựa vào hệ thống quản lý lợi tức thay vì phán đoán của chính họ khi đưa ra quyết định về giá. Sử dụng các phương pháp từ kinh tế học thực nghiệm, công việc này đã tiết lộ rằng các hệ thống quản lý lợi tức có khả năng tăng doanh thu đáng kể. Hơn nữa, nghiên cứu này cho thấy rằng "lỗi" trong các quyết định quản lý lợi tức có xu hướng khá hệ thống. Chẳng hạn, Bearden, Murphy và Rapoport cho thấy liên quan đến các chính sách tối đa hóa doanh thu dự kiến, mọi người có xu hướng định giá quá cao khi họ có mức tồn kho cao và quá thấp khi mức tồn kho thấp.